# Joan Ruiz i Carbonell
Joan Ruiz i Carbonell, tarragoní nascut a València el 10 d'agost de 1954, membre del Congrés dels Diputats en la IX, X XI i XII legislatures.

## Biografia
Professor d'EGB i Llicenciat en Geografia i Història, ha treballat com a professor d'ensenyament primari i secundari. Ha estat cap de gabinet de l'alcalde de Tarragona, Josep Maria Recasens i Comes, el 1984-1989, del Governador Civil de Tarragona entre 1990 i 1996 i assessor del Grup Socialista de la Diputació de Barcelona.
Afiliat al Partit Socialista de Catalunya-Congrés el 1976, va participar en el Congrés d'Unificació Socialista el 1978 que donà lloc a l'actual Partit dels Socialistes de Catalunya, del que és membre de la Comissió Executiva de la Federació del Camp de Tarragona.
Fou elegit diputat per la província de Tarragona a les eleccions generals de 2008. Com a membre de la IX Legislatura del Congrés dels Diputats formà part, com a Vocal, de les Comissions d'Administracions Públiques, Foment i de Seguiment dels Pactes de Toledo, així com a Secretari de la Mesa d'Habitatge. Es pot consultar la seva activitat a Ficha de Joan Ruiz i Carbonell IX-Legislatura
Va continuar com a diputat a les eleccions generals de 2011 En aquesta X Legislatura fou vocal de les comissions de Seguiment dels Pactes de Toledo, Polítiques per la Discapacitat i de Foment, de la qual formà part de la Mesa com a Secretari. La seva actividad parlamentària està recollida a la Ficha de Joan Ruiz i Carbonell X-Legislatura
A les eleccions generals de 2015 va tornar a ser elegit. En aquesta Legislatura, la XI, que només har durar uns mesos per la impossibilitat de formar govern, fou vocal de la comissió de seguiment dels Pactes de Toledo, de Foment, de la de Polítiques per la Discapacitat, de la que ha estat Portaveu del Grup Socialista i de la d'Ocupació i Seguretat Social de la qual formà part de la Mesa com a Secretari. La seva activitat parlamentària es pot consultar a la pàgina del congrés Ficha de Joan Ruiz i Carbonell XI-Legislatura
A les eleccions generals de 2016 tornà a ser elegit, com a diputat. A la XII Legislatura continua essent Portaveu Socialista de la Comissió de Polítiques per a la Discapacitat, així com a vocal de les de Foment i de la de Energia, Turisme i Agenda Digital. La seva activitat es pot seguir a Ficha de Joan Ruiz i Carbonell XII-Legislatura